# Chris Galya
Chris Galya (ur. 12 czerwca 1987) – amerykański aktor i model. Występował w roli Tony’ego w serialu Jessie.

## Filmografia
| Rok     | Tytuł                   | Rola               | Uwagi             |
| ------- | ----------------------- | ------------------ | ----------------- |
| 2008    | Momma's Man             | nastolatek #2      | 1 odcinek         |
| 2011    | 1313: Actor Slash Model | Tom                |                   |
| od 2011 | Jessie                  | Tony               | rola drugoplanowa |
| 2012    | Piper's QUICK Picks     | on sam (gościnnie) | 1 odcinek         |